# Twee jaar vakantie
Twee jaar vakantie (Frans: Deux ans de vacances) is een avonturenroman van de Franse auteur Jules Verne. Het verhaal werd voor het eerst gepubliceerd in 1888.

## Verhaal
Het verhaal begint in Auckland, Nieuw-Zeeland, waar een groep schooljongens van acht tot dertien jaar zich klaarmaakt voor een zes weken durende vakantie met een schoener. Bijna alle kinderen zijn Brits, behalve de oudste jongen, Gordon (een Amerikaan) en de broers Briant en Jacques (twee Fransen).
Door onbekende omstandigheden wordt het schip losgekoppeld terwijl de bemanning nog aan land is. Met enkel de jongens aan boord drijft het schip de zee op, waar het wordt gegrepen door een storm en vergaat. De jongens overleven allemaal de schipbreuk, maar belanden op een onbewoond eiland, dat in het boek wordt geïdentificeerd als Hanover. Zelf noemen de jongens het eiland, onbekend met de werkelijke naam, Chairman.
Gedurende de twee jaar daarna moeten ze zien te overleven, wat geregeld tot spanningen in de groep leidt. Na die twee jaar arriveert er een ander schip, waarop een muiterij heeft plaatsgevonden. Er zijn nog twee leden van de originele bemanning aan boord. Met hun hulp nemen de jongens het schip over en ontsnappen van het eiland.

## Achtergrond en invloed
De roman verwijst expliciet naar haar voorbeelden, zoals Daniel Defoes Robinson Crusoe en Johann David Wyss' De Zwitserse familie Robinson. Vernes roman was op haar beurt weer een bron van inspiratie voor de roman Heer der vliegen van William Golding, die 66 jaar later verscheen.

## Bewerkingen
In 1987 maakte de Japanse studio Nippon Animation een animatiespecial gebaseerd op het boek getiteld The Story of Fifteen Boys (十五少年漂流記).

## Trivia
- De Nederlandstalige versie heeft (in de toenmalige spelling) de subtitels De mislukte pleiziertocht en Eene knapenkolonie.